# NGC 3913
NGC 3913 = IC 740 ist eine Spiralgalaxie vom Hubble-Typ SA(rs)d? im Sternbild Großer Bär am Nordsternhimmel, die schätzungsweise 46 Millionen Lichtjahre von der Milchstraße entfernt ist. Gemeinsam mit neun weiteren Galaxien bildet sie die NGC 3631-Gruppe oder LGG 241.
Das Objekt wurde am 14. April 1789 von dem deutsch-britischen Astronomen William Herschel mit seinem 18,7-Zoll-Spiegelteleskop entdeckt (als NGC aufgeführt). Wiederentdeckt wurde sie am 8. Mai 1890 von dem US-amerikanischen Astronomen Lewis Swift (als IC gelistet).

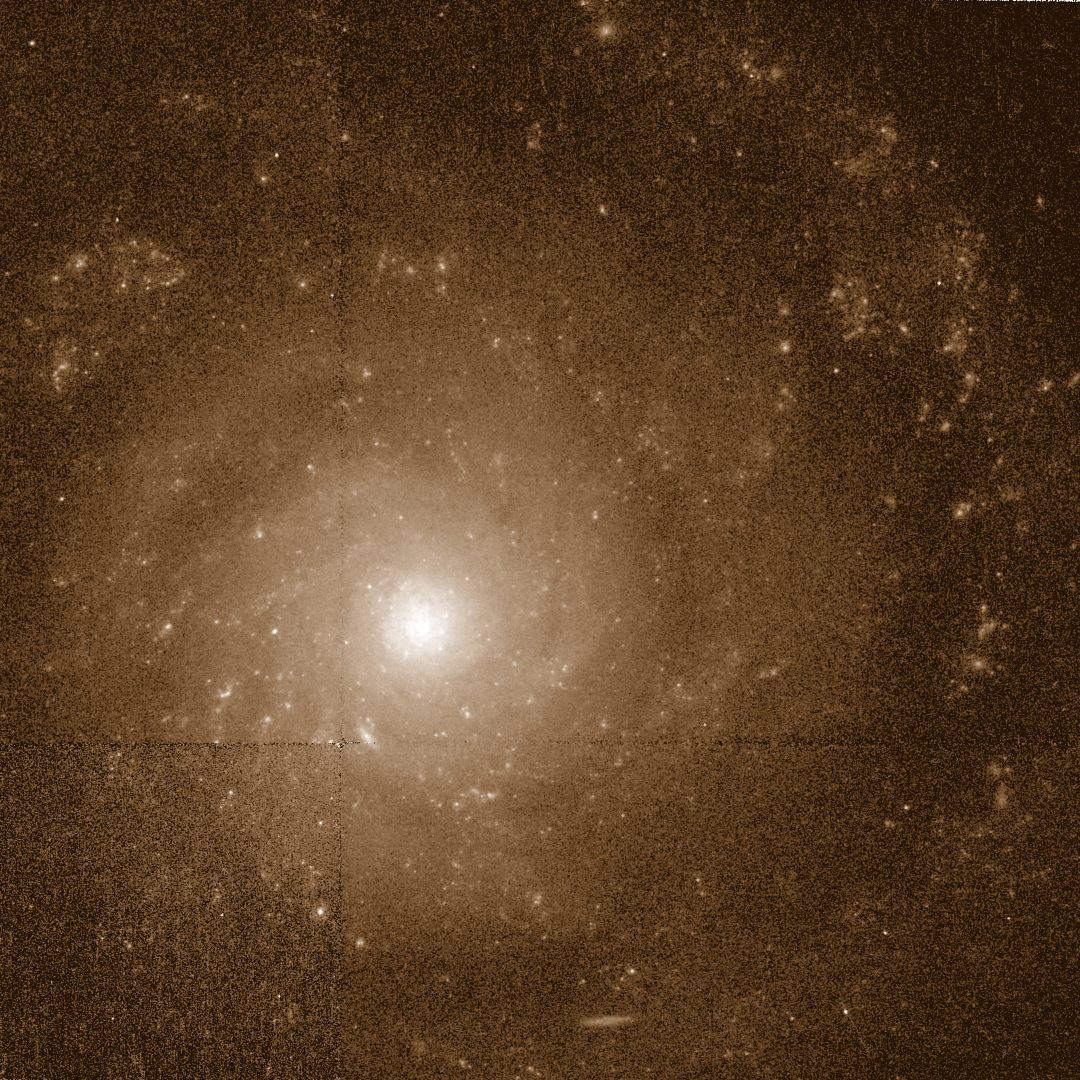
Hochaufgelöste Aufnahme des Zentrums der Galaxie, erstellt mithilfe des Hubble-Weltraumteleskops